# École des beaux-arts de Bordeaux
Pour les articles homonymes, voir École des beaux-arts.
L’École supérieure des Beaux-Arts de Bordeaux est un établissement public de coopération culturelle français.
L'école prépare aux diplômes nationaux reconnus par l'État en art et communication visuelle. Depuis 1889, elle a ses locaux dans le couvent des bénédictins de l'église Sainte-Croix.

## Historique
- 897-970 : reconstruction de l’abbaye Sainte-Croix, sous Guillaume le Bon, duc d’Aquitaine.
- 22e jour du mois d’août 1584, avant midi. Michel de Montaigne signe, un siècle avant le reste de la France, le « traité en Jurade de l’ouverture de la 1re École municipale pour l’enseignement de la peinture, à la façon de l’Académie de Florence » (emplacement indéterminé).
- 1691 : L’Académie royale de peinture et de sculpture étant réunie le 3 février 1691, M. d'Estrehan est venue à l'assemblée de la part de l'archevêque de Bordeaux pour recevoir de l'Académie royale les lettres pour l'établissement de l'École académique de peinture et de sculpture de Bordeaux qui lui sont remises par Pierre Mignard[2]. Les membres de l'École Académique de Bordeaux se réunissent le 29 avril 1691, en présence de l'archevêque de Bordeaux, vice-protecteur, pour procéder à « la nomination et l'élection des professeurs et adjoints de laditte Académie »[3]. Le 18 juin 1691, l'École académique s'étant qualifiée Académie de peinture et de sculpture, il est ordonné au secrétaire qu'elle doit « se refermer dans la qualité d'École académique ». L'archevêque de Bordeaux le confirme à l'Académie royale le 28 juillet[4] Le 18 août 1691, des poursuites sont ordonnées contre ceux qui se qualifient indûment de peintres et sculpteurs du roi[5].
- 1735 : édification probable de la fontaine Sainte-Croix, adossée au 3e mur d’enceinte crée pour protéger la ville dans le courant du XVe siècle.
- 1768 : transformation de l’Académie royale en Académie de peinture, sculpture et architecture civile et navale.
- 1789 : nationalisation des biens du clergé.
- 1790 : vente des biens de l’abbaye.
- De 1794-1887 : utilisation de l’abbaye en tant qu’hospice.
- De 1810 à 1880 : prise en charge de l’école par la Municipalité et installation au Jardin public, à la caserne municipale, puis rue Ravez. La création pédagogique est alors privilégiée : peinture, anatomie, architecture, dessin, sculpture d’ornement, statuaire. Préparation aux métiers des arts décoratifs et au prix de Rome. Le Corbusier collabore avec l’école, ainsi que René Buthaud, professeur et céramiste renommé, qui produit des objets de grande consommation vendus à La Samaritaine.
- 1890 : l’abbaye abrite désormais l’École des beaux-arts et des arts décoratifs et accueille provisoirement l’École d’architecture. Le réfectoire des religieuses devient la galerie des plâtres, qui conserve encore des statues créées par les élèves et vandalisées lors des évènements de 68).
- 1896 : entrée des jeunes-filles à l’école, tout particulièrement pour des cours de dessin, cette discipline semblant avoir été inventée par Paléas Athéna lors de la guerre de Troie. La jeune fille aurait immortalisé son fiancé, qui partait à la guerre, à l’aide d’un morceau de charbon.
- 1968 : cette année déclenche un nouvel enseignement. L'expression personnelle, la démarche individuelle et les approches conceptuelles sont encouragées.
- Dans les années 1970 : restructuration interne du bâtiment.
- 1980 : construction du Centre Malraux et du Conservatoire et travaux de réhabilitation à l’École des beaux-arts.
- 2004 : la caserne des pompiers, bâtie au XIXe siècle place Sainte-Croix, transformée en annexe des Beaux-Arts à une période indéterminée, est réhabilitée par le cabinet d’architectes Flint.

Le jardin de l’école abrite le groupe Bacchante et Chèvre en marbre créé par Félix Soulès en 1896, ainsi que Saint Sébastien, bas-relief en marbre réalisé par Louis Bottée. Ces œuvres datant du XIXe siècle appartiennent au Fonds national d'art contemporain. On peut également voir à droite de la façade, une « colonne molle » et, près de la fontaine Sainte-Croix, un magnolia, le plus vieil arbre de Bordeaux, planté probablement au XVIIIe siècle.

## Directeurs
- ? -1848 : Jean-Paul Alaux.
- 1877-1889 : Charles Louis Braquehaye.
- 1889-1899 : Achille Zo.
- 1898-1913 : Pierre Paris.
- 1929-1958 : François-Maurice Roganeau (prix de Rome de peinture et de sculpture 1906).
- 1973-1989 : René Bouilly.
- 1989-1991 : Francis Bugarin, en intérim.
- 1991-2013 : Guadalupe Echevarria.
- 2013-2016 : Sonia Criton.
- Depuis 2016 : Dominique Pasqualini.

## Professeurs

### XVIIIesiècle
- Pierre Lacour, père (1745-1814).

### XIXesiècle
- Pierre Lacour, fils (1778-1859).
- Jean-Baptiste Dubourdieu (1785-1864)[6].
- Albéric Dupuy (1842-1900)[7].
- Alfred Smith (1854-1936).
- Charles Louis Braquehaye (1877-1904)[8].

### XXesiècle
- Pierre-Albert Bégaud (1901-1956)[9], professeur de dessin des cours élémentaires.
- René Buthaud, actif vers 1938.
- Robert Cami, professeur de gravure de 1932 à 1942.
- André Caverne (1894-1968), professeur de peinture décorative, actif vers 1922-1938.
- Robert Charazac (1905-1982).
- Camille de Buzon (1885-1964), professeur de peinture.
- Jean Gustave Lauriol.
- Gaston Veuvenot Leroux, professeur de sculpture.
- Charles Louis Malric, sculpteur actif en 1936.
- Paul Quinsac, professeur de peinture, actif en 1900-1907.
- François-Maurice Roganeau, professeur de 1929 à 1958.
- Pierre Ferret (1877-1949), architecte, professeur de 1904 à 1942.

## Élèves célèbres

### Avant 1870
- Jean Alaux (1786-1864), peintre.
- Jean-Paul Alaux dit Gentil (1788-1858).
- Jacques-Raymond Brascassat[10] (1805-1867).
- Julien-Michel Gué (1789-1843), peintre et aquarelliste.
- Raymond Quinsac-Monvoisin (1790-1870), peintre néoclassique.

### 1870-1960
- André Barreau (1918-1992), peintre, photographe et tapissier.
- Louis Bate (1898-1948), sculpteur, prix de Rome en 1927, lauréat de la Casa de Velázquez en 1932.
- Éliane Beaupuy (1921-2012), premier grand prix de Rome de peinture en 1947.
- Pierre-Albert Bégaud (1901-1956), peintre portraitiste et paysagiste,  premier prix de peinture décorative (1918), premier prix en petite figure et en esquisse (1919), hors-concours en modèle vivant (1919)
- Georges Bétemps (1921-1992), dessinateur, peintre et graveur de timbres-poste.
- Roger Bissière (1886-1964), peintre.
- Pierre Bodard (1881-1937), peintre, premier grand prix de Rome 1909
- Claude Bouscau (1909-1985), sculpteur, enseignant, premier grand prix de Rome en 1935.
- René Buthaud (1886-1986), de 1903 à 1907, peintre et céramiste.
- Marcel Canguilhem (1895-1949), dit Cel le Gaucher, illustrateur et sculpteur
- Robert Cami (1900-1975), graveur.
- Paul Charavel (1877-1961), peintre.
- Marius de Buzon (1878-1958), peintre.
- Raphaël Delorme (1885-1962), peintre.
- Jean Despujols (1886-1965), peintre américain d'origine française.
- Jean Dupas (1882-1964), peintre, dessinateur, affichiste, décorateur, enseignant aux Beaux-Arts de Paris.
- Pierre Ferret (1877-1949), architecte. Il entre à l'école comme élève en 1893, et reviendra y enseigner à partir de 1904.
- Gabriel Forestier (1889-1969), 1907, sculpteur.
- Jean Fréour (1919-2010), sculpteur.
- Germaine Gardey (1904-1995), peintre.
- Jean-Marie Oscar Gué (1809-1877), peintre.
- Léon Hamonet (1877-1953), peintre.
- Fernand Labat (1889-1959), peintre, graveur et illustrateur.
- Raoul Lamourdedieu (1877-1953), sculpteur et graveur.
- Jean Léon (1893-1985), peintre.
- André Lhote (1885-1962), sculpteur, peintre et enseignant.
- Camille Liausu (1894-1975), peintre.
- Luis Mariano (1914-1970), chanteur d'opérette.
- Dominique Piéchaud (1922-2011), sculpteur, médailleur, orfèvre.
- René Rodes (1896-1971), peintre[11].
- François-Maurice Roganeau (1883-1973), peintre et enseignant.
- Renée Seilhean (1897-1990), peintre.
- Louis-Victor Emmanuel Sougez (1889-1972), photographe et illustrateur.
- Louis Tauzin (1844-1915), peintre et chromo-lithographe.
- André Vigneau (1892-1968), photographe, cinéaste, décorateur, peintre et sculpteur.

### Depuis 1960
- Christian Morin (né en 1945), présentateur de radio et télévision, graphiste et musicien.
- Jean Nouvel (né en 1945), architecte.
- Myriam Mihindou (née en 1964), photographe, sculptrice, artiste vidéo et performeuse.
- Gisela Krohn (née en 1966), peintre.
- Sandrine Revel (née en 1969), auteur de bandes dessinées[12].
- Mohamed Thara (né en 1972), plasticien.
- Olivier Masmonteil (né en 1973), peintre.
- Grems (Michaël Eveno) (né en 1978), rappeur.
- Sara Sadik (née en 1994), performeuse et vidéaste